# Nekrolog 1840
Nekrolog
◄◄
| ◄
| 1836
| 1837
| 1838
| 1839
| 1840 | 1841 | 1842 | 1843 | 1844 | ► | ►►
Weitere Ereignisse | Allgemeiner Nekrolog 1840
Die Beschreibung der verstorbenen Person sollte so kurz wie möglich gehalten sein und nur deren signifikante Tätigkeit(en) enthalten.
Neue Namen ggf. auch unter dem Geburts- und Sterbedatum, also etwa unter 1. Januar und im Geburts- und Sterbejahr (2024) eintragen (nur bei entsprechender großer Wichtigkeit). Für Beispiele siehe die schon vorhandenen Artikel.
Außerdem über die fünf zuletzt Verstorbenen, zu denen es einen ausreichend guten Artikel für eine Präsentation auf der Hauptseite gibt, nach der todesbedingten Überarbeitung der Artikel ggf. auch unter Wikipedia Diskussion:Hauptseite informieren und sie am besten auch in den anderen Wikipedia-Sprachversionen eintragen. Tipp: Regelmäßig bei news.google.de nach „ist tot“, „gestorben“ oder „verstorben“ suchen.
Wenn eine Person gestorben ist, gibt es viele Seiten zu dieser Person in der Wikipedia, die davon auch betroffen sind und entsprechend aktualisiert werden müssen. Beispiele: Namenübersichtsseite, Geburtsjahr, Geburtsort-Seiten und viele mehr.
Wie finde ich die betroffenen Seiten?
Im Suchfeld auf der linken Seite gibt man den Suchbegriff so ein: „Vorname Nachname“. Dann klickt man auf Volltext und alle Seiten mit entsprechendem Suchtext werden aufgerufen. Hier sieht man dann schnell, wo auch das Todesjahr Sinn macht oder sogar ein Teil des Artikels angepasst werden muss. Auch hilft das „Werkzeug“ auf der linken Seite sehr gut, um solche Seiten aufzufinden: „Links auf diese Seite“. Somit ist die Wikipedia wieder aktuell in allen Bereichen! Hinweis: bei Eintragung der Kategorie „Gestorben JAHR“ wird der Missbrauchsfilter 49 ausgelöst, was jedoch nicht schlimm ist. Siehe: Spezial:Missbrauchsfilter/49
Dies ist eine Liste von im Jahr 1840 verstorbenen bekannten Persönlichkeiten. Die Einträge erfolgen innerhalb der einzelnen Daten alphabetisch sortiert. Tiere sind im Nekrolog für Tiere zu finden.

## Januar
| Tag        | Name                                              | Beruf, bekannt als                                                                    | Alter | Beleg |
| ---------- | ------------------------------------------------- | ------------------------------------------------------------------------------------- | ----- | ----- |
| 1. Januar  | William Dawson Hooker                             | britischer Arzt                                                                       | 23    |       |
| 3. Januar  | Karl Ludwig Grave                                 | deutscher Geistlicher und Pädagoge                                                    | 55    |       |
| 3. Januar  | Ulrich Hegner                                     | Schweizer Schriftsteller                                                              | 80    |       |
| 3. Januar  | Patrício da Silva                                 | portugiesischer Bischof                                                               |       |       |
| 6. Januar  | Friedrich von Bouchenröder                        | Großherzoglich Hessischer Generalmajor                                                | 64    |       |
| 6. Januar  | Fanny Burney                                      | englische Schriftstellerin                                                            | 87    |       |
| 6. Januar  | Johann Baptist Schiedermayr                       | deutscher Komponist und Kirchenmusiker                                                | 60    |       |
| 6. Januar  | Karl Cerrini de Monte Varchi                      | Kaiserlich-Königlich österreich-ungarischer Generalmajor                              | 62    |       |
| 7. Januar  | Blas Parera                                       | spanischer Komponist, Schöpfer der argentinischen Nationalhymne                       | 63    |       |
| 8. Januar  | Friedrich Wilhelm Albrecht                        | plattdeutscher Autor                                                                  | 65    |       |
| 8. Januar  | Wilhelm Ernst                                     | deutscher Adeliger                                                                    | 62    |       |
| 8. Januar  | Franz Ludwig von Könitz                           | deutscher Offizier, Gutsbesitzer und Landtagsabgeordneter                             | 60    |       |
| 9. Januar  | Friedrich von Gaedecke                            | preußischer Generalmajor                                                              | 63    |       |
| 9. Januar  | Friedrich Wilhelm von Lepel                       | preußischer Militär, Adjutant des Prinzen Heinrich von Preußen                        | 65    |       |
| 10. Januar | Elisabeth von Großbritannien, Irland und Hannover | Mitglied aus dem Hause Hannover und durch Heirat Landgräfin von Hessen-Homburg        | 69    |       |
| 11. Januar | Franz Dorer                                       | Schweizer Politiker                                                                   | 61    |       |
| 12. Januar | Charles Chrétien Henry Marc                       | deutsch-französischer Arzt                                                            | 68    |       |
| 13. Januar | Karl Follen                                       | deutscher Burschenschafter und Schriftsteller                                         | 43    |       |
| 15. Januar | Joseph Heinrich von Beckers zu Westerstetten      | österreichischer Feldmarschall-Leutnant                                               | 75    |       |
| 16. Januar | James Matlack                                     | US-amerikanischer Politiker                                                           | 65    |       |
| 16. Januar | Christian Ferdinand Siemens                       | Vater der Gründer des Weltkonzerns Siemens AG                                         | 52    |       |
| 16. Januar | František Tkadlík                                 | tschechischer Maler und Zeichner                                                      | 53    |       |
| 17. Januar | Philipp Adolf Joseph Molitor                      | deutscher Politiker und Verwaltungsbeamter                                            | 87    |       |
| 17. Januar | Ignaz Ambros von Amman                            | deutscher Kartograf und Geometer                                                      | 86    |       |
| 18. Januar | Johann Adam Goez                                  | deutscher Schriftsteller und Pädagoge                                                 | 84    |       |
| 18. Januar | Jodocus Heringa Eliza’s zoon                      | niederländischer reformierter Theologe                                                | 74    |       |
| 18. Januar | Wolfgang Knußmann                                 | deutscher Ebenist und Möbelfabrikant                                                  | 74    |       |
| 18. Januar | Johann Schlesinger                                | deutscher Maler                                                                       |       |       |
| 19. Januar | Carl Beeck                                        | deutscher Verwaltungsbeamter                                                          |       |       |
| 21. Januar | Anton von Carlowitz                               | Dirigierender Staatsminister in Sachsen-Coburg und Gotha                              | 54    |       |
| 21. Januar | Johannes Hermann Gottfried Zur Mühlen             | dänischer Pastor                                                                      | 77    |       |
| 22. Januar | Rosa Maria Assing                                 | deutsche Lyrikerin, Erzählerin, Übersetzerin, Scherenschnittkünstlerin und Erzieherin | 56    |       |
| 22. Januar | Johann Friedrich Blumenbach                       | deutscher Anatom und Anthropologe                                                     | 87    |       |
| 22. Januar | Ernst Georg Julius Hecht                          | deutscher Jurist                                                                      | 64    |       |
| 23. Januar | Anthelme Louis Claude Marie, Baron von Richerand  | französischer Chirurg und Physiologe                                                  | 60    |       |
| 23. Januar | Ernst Ludwig von Tippelskirch                     | preußischer Generalleutnant sowie Stadtkommandant von Berlin                          | 65    |       |
| 24. Januar | Georg Heinrich Freund                             | deutscher Politiker                                                                   | 65    |       |
| 24. Januar | Johann Christoph Hasse                            | deutscher Apotheker                                                                   | 62    |       |
| 24. Januar | Diodata Saluzzo Roero                             | italienische Dichterin                                                                |       |       |
| 26. Januar | Friedrich Haide                                   | deutscher Theaterschauspieler                                                         | 69    |       |
| 27. Januar | Isaac Chauncey                                    | US-amerikanischer Marineoffizier                                                      | 67    |       |
| 27. Januar | Ernst Ludwig Riepenhausen                         | Kupferstecher                                                                         | 77    |       |
| 28. Januar | William Strong                                    | US-amerikanischer Politiker                                                           |       |       |
| 28. Januar | Heinrich Christian von Ulmenstein                 | deutscher Jurist und Beamter                                                          | 62    |       |
| 30. Januar | Johann Wilhelm Helfer                             | böhmischer Mediziner und Forschungsreisender                                          | 29    |       |
| 30. Januar | Johann Karl Gottlob von Nostitz-Jänkendorf        | deutscher Gutsbesitzer                                                                | 85    |       |
| 31. Januar | Joseph von Utzschneider                           | deutscher Techniker                                                                   | 76    |       |

## Februar
| Tag         | Name                                                     | Beruf, bekannt als                                                                              | Alter | Beleg |
| ----------- | -------------------------------------------------------- | ----------------------------------------------------------------------------------------------- | ----- | ----- |
| 2. Februar  | Stefano Bellesini                                        | italienischer Ordensgeistlicher, Augustinereremit, Seliger                                      | 65    |       |
| 2. Februar  | Luke Clennell                                            | englischer Holzschneider und Maler                                                              | 58    |       |
| 2. Februar  | Karl Schleps                                             | österreichischer Architekt                                                                      |       |       |
| 4. Februar  | Antoine Jacques Claude Joseph Boulay de la Meurthe       | französischer Staatsmann                                                                        | 78    |       |
| 4. Februar  | Friedrich Horn                                           | Jurist und Archivar                                                                             | 49    |       |
| 4. Februar  | Ferdinand Pálffy                                         | österreichisch-ungarischer Bergbau-Ingenieur, Beamter und Theaterunternehmer                    | 66    |       |
| 5. Februar  | Franz von Gaudy                                          | Dichter und Novellist                                                                           | 39    |       |
| 5. Februar  | Therese Heberle                                          | österreichische Tänzerin und Sängerin                                                           | 34    |       |
| 5. Februar  | Karolina von Österreich                                  | Kaiserliche Prinzessin und Erzherzogin von Österreich, Königliche Prinzessin von Ungarn, Böhmen | 4     |       |
| 6. Februar  | Peter von Bohlen                                         | deutscher Orientalist                                                                           | 43    |       |
| 6. Februar  | Wenzel Vetter von Lilienberg                             | kaiserlicher Feldzeugmeister                                                                    | 72    |       |
| 6. Februar  | Philippe Louis Voltz                                     | französischer Bergbauingenieur, Metallurge und Fossiliensammler                                 | 54    |       |
| 7. Februar  | Harry Burrard-Neale                                      | britischer Admiral und Politiker, Mitglied des House of Commons                                 | 74    |       |
| 8. Februar  | Thomas Graf                                              | deutscher katholischer Geistlicher                                                              | 52    |       |
| 8. Februar  | Gottfried August Pietzsch                                | deutscher Geistlicher, Pädagoge und Schriftsteller                                              | 80    |       |
| 10. Februar | Heinrich Ambros Eckert                                   | deutscher Historien-, Schlachten- und Genremaler sowie Lithograf                                | 32    |       |
| 10. Februar | Frederick Nance                                          | US-amerikanischer Politiker                                                                     | 69    |       |
| 10. Februar | Joseph Schütz                                            | deutscher Theaterunternehmer, Schauspieler, Sänger und Librettist                               |       |       |
| 11. Februar | Mihály Ignác von Lenhossék                               | Physiologe, Psychologe und Hochschullehrer                                                      | 66    |       |
| 13. Februar | Nicolas-Joseph Maison                                    | französischer General und Staatsmann, Marschall von Frankreich                                  | 68    |       |
| 14. Februar | Johann Joseph Kenn                                       | deutscher Hornist                                                                               | 82    |       |
| 16. Februar | Andreas Ludwig Christoph Kettembeil                      | deutscher Jurist und Herausgeber                                                                | 71    |       |
| 16. Februar | Johann Wilhelm Linde                                     | deutscher lutherischer Pfarrer                                                                  | 80    |       |
| 17. Februar | Ferdinand Teuffer                                        | deutsch-dänischer Jurist und Autor                                                              | 38    |       |
| 18. Februar | Elisabeth Christine Ulrike von Braunschweig-Wolfenbüttel | Prinzessin von Braunschweig-Wolfenbüttel, durch Heirat Kronprinzessin von Preußen               | 93    |       |
| 18. Februar | Jeffry Wyatville                                         | englischer Architekt und Gartengestalter                                                        | 73    |       |
| 20. Februar | Wilhelm Gotthelf Lohrmann                                | deutscher Geodät, Topograph, Astronom und Meteorologe                                           | 44    |       |
| 21. Februar | August Gimmerthal                                        | deutscher Pädagoge und Zeitungsredakteur                                                        | 66    |       |
| 21. Februar | Johann Daniel Georg von Memminger                        | deutscher Geograph                                                                              | 66    |       |
| 22. Februar | Charles Fortuné de Mazenod                               | Bischof von Marseille                                                                           | 90    |       |
| 22. Februar | Konrad Schredelseker                                     | Landvermesser im Département du Mont-Tonnerre                                                   | 65    |       |
| 23. Februar | Gabriel von Collenbach                                   | österreichischer Feldmarschallleutnant                                                          | 66    |       |
| 23. Februar | John Rutherfurd                                          | US-amerikanischer Politiker                                                                     | 79    |       |
| 25. Februar | Ludwig von Reiche                                        | deutscher Militär, Erfinder, Direktor, Träger der Goldenen Medaille für Kunst und Wissenschaft  | 65    |       |
| 28. Februar | Meinhardt Bredt                                          | deutscher Lokalpolitiker, Bürgermeister in Elberfeld                                            | 81    |       |

## März
| Tag      | Name                                             | Beruf, bekannt als                                                                    | Alter | Beleg |
| -------- | ------------------------------------------------ | ------------------------------------------------------------------------------------- | ----- | ----- |
| 1. März  | Johannes Fitting                                 | deutscher Gutsbesitzer und Politiker                                                  | 39    |       |
| 1. März  | Johann Ludwig Ferdinand von Valtier              | preußischer Generalmajor                                                              | 66    |       |
| 2. März  | Heinrich Wilhelm Olbers                          | deutscher Astronom und Arzt                                                           | 81    |       |
| 3. März  | Laurent-Théodore Biett                           | schweizerisch-französischer Mediziner                                                 | 58    |       |
| 3. März  | Friedrich von der Decken                         | preußischer Landrat des Kreises Halle (1818–1831)                                     | 62    |       |
| 3. März  | Wilhelm Langbein                                 | deutscher Pädagoge                                                                    | 38    |       |
| 4. März  | Wulf Christopher von Ahlefeldt                   | Klosterpropst des St.-Johannis-Kloster von Schleswig und Träger des Dannebrog-Ordens. | 78    |       |
| 5. März  | Gustav Nehrlich                                  | deutscher Maler                                                                       |       |       |
| 5. März  | George Spencer-Churchill, 5. Duke of Marlborough | britischer Adliger und Politiker, Mitglied des House of Commons                       | 73    |       |
| 5. März  | Reinhard Christian Wilhelm Aurelius Steimmig     | deutscher Mediziner                                                                   | 54    |       |
| 7. März  | Carl Oestreich                                   | deutscher Hornist und Komponist                                                       | 39    |       |
| 8. März  | Maximilian Friedrich von Droste zu Hülshoff      | deutscher Komponist                                                                   | 75    |       |
| 8. März  | Friedrich von Dürler                             | Schweizer Bergsteiger und Naturforscher                                               | 35    |       |
| 9. März  | Pierre Dupont de l’Étang                         | französischer General                                                                 | 74    |       |
| 9. März  | Carl Mühry                                       | deutscher Mediziner, Balneologe und Fachautor                                         | 33    |       |
| 9. März  | Georg Scheiblein                                 | deutscher römisch-katholischer Geistlicher                                            | 73    |       |
| 11. März | George Wolf                                      | US-amerikanischer Politiker                                                           | 62    |       |
| 12. März | Georg Friedrich Baumgärtel                       | deutscher Pädagoge                                                                    | 79    |       |
| 12. März | Gottfried Heinrich Schäfer                       | deutscher Klassischer Philologe                                                       | 75    |       |
| 12. März | Gustav Wilhelm Struckmann                        | deutscher Jurist und Autor                                                            | 43    |       |
| 12. März | Peleg Tallman                                    | US-amerikanischer Politiker                                                           | 75    |       |
| 14. März | Heinrich Escher                                  | Schweizer Kaufmann und Politiker                                                      | 62    |       |
| 14. März | Armand Charles Guilleminot                       | französischer General und Diplomat                                                    | 66    |       |
| 14. März | Johann Baptist Neumüller                         | deutscher Porträtmaler des Biedermeier                                                | 40    |       |
| 16. März | Karl Heinrich von Fahnenberg                     | badischer Nationalökonom und Postbeamter                                              | 60    |       |
| 16. März | Bernhard Königsdorfer                            | Abt des Benediktinerklosters Kloster Heilig Kreuz Donauwörth                          | 83    |       |
| 16. März | Andreas von Schneller                            | General                                                                               |       |       |
| 17. März | Rudolf Heinrich Klausen                          | deutscher Klassischer Philologe                                                       | 32    |       |
| 17. März | Ludwig von Wirschinger                           | bayerischer Finanzminister                                                            | 58    |       |
| 18. März | Hans Georg von Carlowitz                         | sächsischer Minister                                                                  | 67    |       |
| 18. März | Christopher G. Champlin                          | US-amerikanischer Politiker (Föderalistische Partei)                                  | 71    |       |
| 18. März | Christina Josepha Schmetterling                  | niederländische Malerin und Aquarellistin                                             | 46    |       |
| 19. März | Thomas Daniell                                   | englischer Maler und Radierer                                                         |       |       |
| 19. März | François-Dominique Mosselman                     | belgischer Privatbankier und Industrieller                                            | 85    |       |
| 20. März | Jan van Dael                                     | flämischer Blumen- und Früchtemaler                                                   | 75    |       |
| 20. März | George Hall                                      | US-amerikanischer Jurist und Politiker                                                | 69    |       |
| 20. März | Dietrich Friedrich von Holstein                  | deutscher Offizier                                                                    | 81    |       |
| 20. März | Maximilian Friedrich Scheibler                   | deutscher Geistlicher                                                                 | 80    |       |
| 21. März | Adam Friedrich Groß zu Trockau                   | deutscher Bischof                                                                     | 82    |       |
| 22. März | Étienne Bobillier                                | französischer Mathematiker                                                            | 41    |       |
| 22. März | Georg Mayer                                      | Bischof von Gurk (1827–1840)                                                          | 71    |       |
| 22. März | Wilhelm Hermann Niemeyer                         | deutscher Mediziner und Hochschullehrer                                               | 51    |       |
| 23. März | William Maclure                                  | schottischer Geologe, Gelehrter und Philanthrop                                       | 76    |       |
| 25. März | Franz Gallus Sündermahler                        | deutscher Jurist und Beamter                                                          | 84    |       |
| 27. März | Philipp Albert Stapfer                           | Schweizer Politiker, Diplomat und Theologe                                            | 73    |       |
| 28. März | Vincent Delacour                                 | französischer Komponist                                                               | 32    |       |
| 28. März | Georg Samuel Francke                             | evangelischer Theologe                                                                | 76    |       |
| 28. März | Simon L’Huilier                                  | Schweizer Mathematiker                                                                | 89    |       |
| 28. März | Johann Jakob Schoppmann                          | deutscher Jurist und Politiker                                                        | 72    |       |
| 28. März | Anton Friedrich Justus Thibaut                   | deutscher Rechtswissenschaftler                                                       | 68    |       |
| 30. März | Johann Philipp Beck                              | deutscher Geistlicher und Pädagoge                                                    | 73    |       |
| 30. März | George Bryan Brummell                            | britischer Lebemann                                                                   | 61    |       |
| 30. März | Joseph Pletz                                     | österreichischer römisch-katholischer Geistlicher, Pädagoge und Autor                 | 52    |       |
| 30. März | Ludwig Samuel Stürler                            | Schweizer Architekt                                                                   | 71    |       |
| 31. März | Johann Wilhelm Detlev Georg                      | oldenburgischer Kammerdirektor                                                        | 60    |       |
| 31. März | Anton Sohn                                       | deutscher Maler und Terrakottakünstler                                                | 70    |       |

## April
| Tag       | Name                                     | Beruf, bekannt als                                              | Alter | Beleg |
| --------- | ---------------------------------------- | --------------------------------------------------------------- | ----- | ----- |
| 1. April  | Rudolf von Salis-Zizers                  | Schweizer Offizier                                              | 60    |       |
| 3. April  | Johann Christoph Greiling                | deutscher evangelischer Theologe, Schriftsteller, Pädagoge      | 74    |       |
| 5. April  | Pawel Nikolajewitsch Demidow             | russischer Offizier und Philanthrop                             | 41    |       |
| 7. April  | Thaddeus Betts                           | US-amerikanischer Politiker                                     | 51    |       |
| 7. April  | Patrick Noble                            | Gouverneur von South Carolina                                   |       |       |
| 7. April  | Johann Friedrich Basilius Wehber-Schuldt | deutscher Gutsbesitzer und Freimaurer                           | 66    |       |
| 8. April  | Johann von Kudriaffsky                   | österreichischer Ingenieur und Brückenarchitekt                 | 57    |       |
| 9. April  | Heinrich Otto von Aderkas                | Generalquartiermeister, Generalleutnant                         |       |       |
| 9. April  | Johann Wilhelm Bausch                    | deutscher Geistlicher, Bischof von Limburg                      | 66    |       |
| 10. April | Gottlob Bachmann                         | deutscher Komponist und Organist                                | 77    |       |
| 10. April | Alexander Nasmyth                        | schottischer Porträt- und Landschaftsmaler                      | 81    |       |
| 10. April | Hugh Lawson White                        | US-amerikanischer Politiker (Whig Party)                        | 66    |       |
| 11. April | Friedrich von Phull                      | deutscher Offizier und württembergischer General                | 72    |       |
| 12. April | Franz Anton von Gerstner                 | österreichischer Ingenieur                                      | 43    |       |
| 12. April | Karl von Kerner                          | württembergischer General und Innenminister                     | 65    |       |
| 12. April | Étienne Malmy                            | französischer Trappist, Prior, Abt und Klostergründer           | 95    |       |
| 13. April | Ferdinand Otto Vollrath Lawätz           | deutsch-dänischer Jurist, Gutsbesitzer, Autor und Beamter       | 88    |       |
| 14. April | Christian Heinrich Delius                | deutscher Archivar und Historiker                               | 61    |       |
| 14. April | Friedrich Hesekiel                       | deutscher lutherischer Theologe                                 | 45    |       |
| 15. April | Auguste-Joseph Desarnod der Ältere       | französischer Schlachtenmaler, in Russland tätig                |       |       |
| 15. April | Thomas Drummond                          | britischer Erfinder des Drummondsches Lichtes                   | 42    |       |
| 16. April | Gebhard Anton von Krosigk                | deutscher Beamter und Gutsbesitzer                              | 86    |       |
| 17. April | Gustav Adolf Ferdinand Heinrich Leo      | deutscher Beamter                                               | 60    |       |
| 17. April | Bernhard Schenck zu Schweinsberg         | deutscher Jurist                                                | 33    |       |
| 17. April | Hannah Webster Foster                    | US-amerikanische Schriftstellerin                               | 81    |       |
| 18. April | Jakow Maximowitsch Andrejewitsch         | russischer Offizier und Dekabrist                               | 39    |       |
| 18. April | Julien Desjardins                        | französisch-mauritischer Zoologe                                | 40    |       |
| 18. April | Johann Heinrich Fuhr                     | deutscher Kaufmann                                              | 63    |       |
| 18. April | Karl August Adolf von Krafft             | preußischer General der Infanterie                              | 75    |       |
| 19. April | Franz Wenceslaus Goldwitzer              | katholischer Theologe und Geistlicher                           | 62    |       |
| 19. April | Franz Kuenlin                            | Schweizer Politiker und Autor                                   | 58    |       |
| 19. April | Jean-Jacques Lartigue                    | römisch-katholischer Ordensgeistlicher und Bischof von Montréal | 62    |       |
| 19. April | August Ernst Rauschenbusch               | deutscher Pädagoge und lutherischer Geistlicher                 | 62    |       |
| 20. April | Carl von Alten                           | hannoversch-britischer General und Staatsmann                   | 75    |       |
| 20. April | Joseph Tuckerman                         | amerikanischer unitarischer Geistlicher und Sozialreformer      | 62    |       |
| 22. April | Luis Fernández de Córdova                | spanischer Generalkapitän                                       | 41    |       |
| 22. April | James Prinsep                            | englischer Gelehrter und Orientalist                            | 40    |       |
| 22. April | Friedrich Philipp Reinhold               | österreichischer Maler, Radierer und Lithograph                 | 61    |       |
| 23. April | Gebhard Johann Achaz von Alvensleben     | Gutsherr in Randau und Woltersdorf                              | 75    |       |
| 23. April | Sveinn Pálsson                           | isländischer Arzt und Naturforscher                             | 77    |       |
| 23. April | Wilhelm von Studnitz                     | deutscher Offizier und Schriftsteller                           | 50    |       |
| 24. April | John Thornton Kirkland                   | US-amerikanischer Kleriker und Präsident der Harvard University | 69    |       |
| 24. April | Charlotte Papendiek                      | Hofdame der Königin Charlotte von Großbritannien und Irland     | 74    |       |
| 25. April | Siméon Denis Poisson                     | französischer Physiker und Mathematiker                         | 58    |       |
| 26. April | Georg Gottfried Rudolph                  | deutscher Diener und Privatsekretär von Friedrich Schiller      | 61    |       |
| 27. April | Henriette Schleiermacher                 | deutsche Sängerin (Sopran)                                      | 52    |       |
| 28. April | George Horsford                          | britischer Lieutenant-General und Vizegouverneur von Bermuda    |       |       |
| 29. April | Edmund von Kesselstatt                   | römisch-katholischer Geistlicher                                | 74    |       |
| 29. April | Pierre-Jean Robiquet                     | französischer Chemiker                                          | 60    |       |
| 29. April | Caleb Rodney                             | US-amerikanischer Politiker                                     | 73    |       |

## Mai
| Tag         | Name                                     | Beruf, bekannt als                                                                | Alter | Beleg |
| ----------- | ---------------------------------------- | --------------------------------------------------------------------------------- | ----- | ----- |
| 1. Mai      | Charles-Henri Allamand                   | Schweizer Arzt                                                                    | 64    |       |
| 1. Mai      | Giuditta Grisi                           | italienische Opernsängerin (Mezzosopran)                                          | 34    |       |
| 1. Mai      | Pierre Jean François Turpin              | französischer Botaniker und Maler                                                 | 65    |       |
| 2. Mai      | Ferdinand von Schau                      | deutscher Offizier und Landrat                                                    | 71    |       |
| 2. Mai      | Thomas Manning                           | englischer Forschungsreisender                                                    | 67    |       |
| 3. Mai      | Johann Friedrich Hütter                  | deutscher Jurist und Bürgermeister                                                | 66    |       |
| 3. Mai      | Johann Gottlob Schneider senior          | deutscher Organist und Kantor                                                     | 86    |       |
| 4. Mai      | Friedrich August Ludewig                 | deutscher Geistlicher, Pädagoge und Schriftsteller                                | 72    |       |
| 5. Mai      | Gottlob Benedict Bierey                  | deutscher Opernkomponist, Kapellmeister und Theaterpächter                        | 67    |       |
| 6. Mai      | Demetrius Augustinus Gallitzin           | US-amerikanischer römisch-katholischer Priester                                   | 69    |       |
| 6. Mai      | Ernst Albrecht von Kölichen              | preußischer Landrat, Major, Gutsbesitzer                                          | 73    |       |
| 6. Mai      | Francisco de Paula Santander             | kolumbianischer Militär und Politiker                                             | 48    |       |
| 6. Mai      | Philipp Carl Strahl                      | deutscher Historiker                                                              |       |       |
| 6. Mai      | Bernhard Wilhelm Toel                    | deutscher Geistlicher                                                             | 69    |       |
| 7. Mai      | Caspar David Friedrich                   | deutscher Maler der Romantik                                                      | 65    |       |
| 7. Mai      | Camillo Massimiliano Massimo             | päpstlicher Oberpostmeister, Direktor der päpstlichen Archive                     | 70    |       |
| 8. Mai      | Ernst Gottlob Jäkel                      | deutscher Pädagoge und Philologe                                                  | 51    |       |
| 8. Mai      | Joseph Rogniat                           | französischer General der Pioniere                                                | 63    |       |
| 10. Mai     | Catterino Cavos                          | russischer Komponist italienischer Herkunft                                       | 64    |       |
| 10. Mai     | Franz Olberg                             | fürstlich anhaltinischer Medizinalrat und Leibarzt                                | 72    |       |
| 10. Mai     | Carl Friedrich Christian Steiner         | deutscher Architekt und Baubeamter                                                | 65    |       |
| 10. Mai     | Johann Christoph Gottlob Weise           | deutscher Botaniker und Autor                                                     | 77    |       |
| 10. Mai     | Engel Christine Westphalen               | deutsche Schriftstellerin                                                         | 81    |       |
| 11. Mai     | Joseph Eduard d’Alton                    | deutscher Anatom, Archäologe und Kupferstecher                                    | 67    |       |
| 11. Mai     | Joseph Theodor Sigismund von Baczko      | preußischer Generalmajor und Chef des Dragonerregiments Nr. 7                     | 88    |       |
| 11. Mai     | Johann Christoph Biernatzki              | deutscher Schriftsteller                                                          | 44    |       |
| 11. Mai     | Ferdinand Meyer                          | Schweizer Politiker und Historiker                                                | 41    |       |
| 12. Mai     | Ignaz Stupan von Ehrenstein              | österreichischer Hofrat                                                           |       |       |
| 13. Mai     | Leonard Gyllenhaal                       | schwedischer Offizier und Entomologe                                              | 87    |       |
| 13. Mai     | Christian Friedrich Krüger               | deutscher Staatsminister                                                          | 86    |       |
| 13. Mai     | Karl Ludwig Randhan                      | deutscher Mediziner                                                               | 52    |       |
| 14. Mai     | Carl Ludwig Engel                        | deutsch-finnischer Architekt und Maler                                            | 61    |       |
| 14. Mai     | Karl vom Stein zum Altenstein            | preußischer Politiker                                                             | 69    |       |
| 14. Mai     | Karl Wilhelm August Porsche              | deutscher Jurist und Kommunalpolitiker                                            | 53    |       |
| 15./16. Mai | Vollrath Joachim Helmuth von Bülow       | mecklenburgischer Kammerherr, Oberstallmeister und Leiter des Landgestüts Redefin | 68    |       |
| 16. Mai     | André Brochant de Villiers               | französischer Geologe und Mineraloge                                              | 67    |       |
| 16. Mai     | Franjo Vlašić                            | kroatischer General und Ban von Kroatien                                          | 74    |       |
| 16. Mai     | Karl von Watzdorf                        | königlich-sächsischer Generalleutnant und Minister                                | 80    |       |
| 18. Mai     | Cay Lorenz von Brockdorff                | dänisch-schleswig-holsteinischer Jurist und Staatsmann                            | 74    |       |
| 19. Mai     | John Adair                               | US-amerikanischer Politiker                                                       | 83    |       |
| 20. Mai     | Johann Heinrich Freytag                  | deutscher Jurist und Bürgermeister von Frankfurt (Oder)                           | 80    |       |
| 22. Mai     | Friedrich von der Decken                 | hannoverischer Generalfeldzeugmeister und Diplomat                                | 70    |       |
| 23. Mai     | Dorrance Kirtland                        | US-amerikanischer Jurist und Politiker                                            | 69    |       |
| 24. Mai     | Karl Reinhard                            | deutscher Lyriker, Erzähler, Herausgeber, Übersetzer und Publizist                | 70    |       |
| 25. Mai     | Silvestre Blanco                         | uruguayischer Politiker                                                           | 56    |       |
| 25. Mai     | Alexander Michailowitsch Rimski-Korsakow | russischer General                                                                | 86    |       |
| 26. Mai     | Sidney Smith                             | britischer Admiral                                                                | 75    |       |
| 27. Mai     | Niccolò Paganini                         | italienischer Violinist und Komponist                                             | 57    |       |
| 29. Mai     | Wendelin Zink                            | deutscher katholischer Priester                                                   | 62    |       |
| 30. Mai     | Adolf von Schaden                        | deutscher Dichter und Schriftsteller                                              | 49    |       |

## Juni
| Tag      | Name                                 | Beruf, bekannt als                                                                                        | Alter | Beleg |
| -------- | ------------------------------------ | --- | ----- | ----- |
| 1. Juni  | Joseph Anton Dollmayr                | deutscher Pädagoge in der Schweiz                                                                         | 36    |       |
| 3. Juni  | Johann Christian Friedrich Patzig    | deutscher Beamter                                                                                         | 66    |       |
| 5. Juni  | Wilhelm Zais                         | deutscher Fabrikant und württembergischer Landtagsabgeordneter                                            | 67    |       |
| 6. Juni  | Marcellin Champagnat                 | französischer Priester und Ordensgründer der Maristenbrüder                                               | 51    |       |
| 7. Juni  | Jean Baptiste Noël Bouchotte         | Politiker während der Französischen Revolution                                                            | 85    |       |
| 7. Juni  | Emanuel von Bretfeld zu Kronenburg   | böhmischer Offizier                                                                                       | 66    |       |
| 7. Juni  | Friedrich Wilhelm III.               | König von Preußen (1797–1840); Kurfürst von Brandenburg (1797–1806); Markgraf von Brandenburg (1797–1815) | 69    |       |
| 7. Juni  | Népomucène Lemercier                 | französischer Dichter                                                                                     | 69    |       |
| 7. Juni  | Gottlieb Ernst August Mehmel         | deutscher Philosoph                                                                                       | 79    |       |
| 8. Juni  | Friedrich Federau                    | deutscher Philologe, Pädagoge und Bibliothekar                                                            | 85    |       |
| 9. Juni  | Carter B. Harlan                     | US-amerikanischer Jurist und Politiker                                                                    | 33    |       |
| 10. Juni | Konrad Melsbach                      | preußischer Landrat                                                                                       | 54    |       |
| 12. Juni | Gerald Griffin                       | irischer Dramatiker und Schriftsteller                                                                    | 36    |       |
| 13. Juni | Stephan von Keeß                     | österreichischer Erfinder, Direktor des Technischen Kabinetts in Wien und Historiker                      | 65    |       |
| 14. Juni | Anson Brown                          | US-amerikanischer Jurist und Politiker                                                                    |       |       |
| 14. Juni | Johann Friedrich Schlotterbeck       | deutscher Dichter, Lehrer und Verwaltungsbeamter                                                          | 75    |       |
| 15. Juni | Thomas Sumter junior                 | US-amerikanischer Politiker                                                                               | 71    |       |
| 15. Juni | Friedrich Wächter                    | Oberamtmann beim Oberamt Heilbronn, Direktor des Stuttgarter Strafanstaltenkollegiums                     | 73    |       |
| 16. Juni | Joseph Kreutzer                      | deutscher Komponist, Geiger, Kapellmeister und Gitarrist                                                  | 49    |       |
| 16. Juni | Johann Bernhard Spatz                | deutscher Architekt und Bauingenieur                                                                      | 57    |       |
| 19. Juni | John Cockerill                       | britischer Industrieller                                                                                  | 49    |       |
| 19. Juni | Karl Gottlob Kühn                    | deutscher Mediziner und Medizinhistoriker                                                                 | 85    |       |
| 19. Juni | Pierre-Joseph Redouté                | belgischer Maler                                                                                          | 80    |       |
| 19. Juni | Johann Christian Starke              | preußischer Landrat sowie Erb-, Lehn- und Gerichtsherr zu Kleinlauchstädt                                 |       |       |
| 20. Juni | Pierre-Claude Daunou                 | französischer Politiker während der Französischen Revolution                                              | 78    |       |
| 21. Juni | Karl Christian Ferdinand Chop        | deutscher Beamter                                                                                         | 73    |       |
| 21. Juni | Louis Charles Folliot de Crenneville | österreichischer General                                                                                  | 76    |       |
| 26. Juni | William Smith                        | US-amerikanischer Politiker                                                                               |       |       |
| 27. Juni | Apollonia Seydelmann                 | deutsch-italienische Miniaturmalerin                                                                      |       |       |
| 29. Juni | Lucien Bonaparte                     | französischer Autor, drittgeborene der Brüder Bonaparte                                                   | 65    |       |
| 30. Juni | Hermann Ernst Freund                 | dänischer Bildhauer                                                                                       | 53    |       |
| Juni     | Daniel Harris                        | britischer Architekt                                                                                      |       |       |

## Juli
| Tag      | Name                                   | Beruf, bekannt als                                                                                           | Alter | Beleg |
| -------- | -------------------------------------- | --- | ----- | ----- |
| 2. Juli  | Anton Camesasca                        | hessischer Politiker, Landtagsabgeordneter Großherzogtum Hessen                                              | 47    |       |
| 2. Juli  | Johann Heinrich Christian Striehl      | deutscher Hofzimmermeister, Kommunalpolitiker und Stiftungsgründer                                           |       |       |
| 3. Juli  | Pjotr Michailowitsch Kapzewitsch       | russischer General                                                                                           |       |       |
| 4. Juli  | Karl von Graefe                        | deutscher Chirurg und Hochschullehrer                                                                        | 53    |       |
| 4. Juli  | Friedrich Karl von Langenau            | sächsischer Generalmajor und österreichischer Feldmarschallleutnant sowie Diplomat und Militärschriftsteller | 57    |       |
| 6. Juli  | Johann Heinrich Ramberg                | deutscher Maler und Zeichner                                                                                 | 76    |       |
| 7. Juli  | Charles-Jules Guiguer de Prangins      | Schweizer Politiker                                                                                          | 59    |       |
| 7. Juli  | Nikolai Wladimirowitsch Stankewitsch   | russischer Dichter                                                                                           | 26    |       |
| 8. Juli  | Giannantonio Moschini                  | italienischer katholischer Priester und Autor                                                                | 67    |       |
| 10. Juli | Carl August Sckell                     | deutscher Gartenarchitekt und Lithograph                                                                     | 46    |       |
| 13. Juli | Charlotte Friederike zu Mecklenburg    | Herzogin zu Mecklenburg; Kronprinzessin von Dänemark                                                         | 55    |       |
| 18. Juli | Ludwig Zeerleder                       | Schweizer Bankier und Staatsmann                                                                             | 67    |       |
| 22. Juli | Ercole Dandini                         | italienischer Geistlicher, Kardinal der Katholischen Kirche                                                  | 80    |       |
| 22. Juli | Józef Javurek                          | tschechischer Pianist, Dirigent und Komponist                                                                | 83    |       |
| 23. Juli | Carl Blechen                           | deutscher Landschaftsmaler                                                                                   | 41    |       |
| 23. Juli | František Max Kníže                    | böhmischer Musiker und Komponist                                                                             | 55    |       |
| 27. Juli | Josef Vitus Becher                     | Apotheker und Erstproduzent des „Karlsbader Becherbitter“                                                    | 70    |       |
| 28. Juli | Heinrich Klee                          | katholischer Theologe                                                                                        | 40    |       |
| 28. Juli | John George Lambton, 1. Earl of Durham | britischer Staatsmann der Whig-Partei                                                                        | 48    |       |
| 29. Juli | Anton Braun                            | Orgelbauer                                                                                                   | 64    |       |
| 30. Juli | Jean Joseph Jacotot                    | Pädagoge | 70    |       |
| 30. Juli | Pauline von Koudelka                   | österreichische Malerin des Wiener Biedermeier                                                               | 33    |       |
| 31. Juli | Julien Bessières                       | französischer Politiker und Diplomat                                                                         | 63    |       |
| 31. Juli | Nachman Krochmal                       | jüdischer Gelehrter, Historiker und Autor                                                                    | 55    |       |
| Juli     | José Santos Díaz del Valle             | Supremo Director der Provinz Honduras                                                                        |       |       |

## August
| Tag        | Name                                   | Beruf, bekannt als                                               | Alter | Beleg |
| ---------- | -------------------------------------- | ---------------------------------------------------------------- | ----- | ----- |
| 1. August  | Karl Otfried Müller                    | deutscher Klassischer Philologe, Althistoriker und Archäologe    | 42    |       |
| 2. August  | Marie Clauer                           | deutsche Theaterschauspielerin                                   |       |       |
| 3. August  | Daniel Friedrich Sotzmann              | deutscher Geodät und Kartograph                                  | 86    |       |
| 4. August  | José María Narváez                     | spanischer Marineoffizier, Entdecker und Navigator               |       |       |
| 5. August  | Vincenzo Macioti                       | italienischer Geistlicher und Bischof von Ferentino              | 64    |       |
| 6. August  | Anna Catharina Elisabeth Heinicke      | deutsche Gehörlosenpädagogin                                     | 82    |       |
| 8. August  | Johann Friedrich Abegg                 | deutscher Kaufmann, Bremer Senator                               | 79    |       |
| 9. August  | Leopold Friedrich zu Stolberg-Stolberg | österreichischer Politiker                                       | 41    |       |
| 11. August | Simeon H. Anderson                     | US-amerikanischer Politiker                                      | 38    |       |
| 11. August | Conrad Arnold                          | Landtagsabgeordneter im Großherzogtum Hessen                     | 66    |       |
| 12. August | Minna Ewald                            | Tochter Friedrich Carl Gauß'                                     | 32    |       |
| 14. August | Peter Rittig                           | deutscher Maler                                                  |       |       |
| 15. August | Robert S. Garnett                      | US-amerikanischer Politiker                                      | 51    |       |
| 16. August | William McFarland                      | US-amerikanischer Landvermesser und Jurist in der Republik Texas | 66    |       |
| 17. August | Franz Dietz                            | deutscher Verwaltungsbeamter                                     | 45    |       |
| 18. August | Conrad von Mederer                     | österreichischer Generalmajor                                    | 58    |       |
| 19. August | Otto von Stössel                       | preußischer Generalmajor                                         | 65    |       |
| 21. August | Karl August Kuhl                       | deutscher Mediziner und Hochschullehrer                          | 66    |       |
| 22. August | John Fowler                            | US-amerikanischer Politiker                                      | 84    |       |
| 23. August | Thomas Hinds                           | US-amerikanischer Politiker                                      | 60    |       |
| 23. August | Johann Georg Ritter                    | deutsch-amerikanischer Buchdrucker und Buchhändler               |       |       |
| 25. August | Gustav L. Baden                        | dänischer Historiker und Notar                                   | 76    |       |
| 25. August | Karl Immermann                         | deutscher Schriftsteller, Lyriker und Dramatiker                 | 44    |       |
| 26. August | Johannes Gaye                          | deutscher Kunsthistoriker                                        | 35    |       |
| 27. August | William W. Van Wyck                    | US-amerikanischer Politiker                                      | 63    |       |
| 27. August | Hermann von Wedel-Jarlsberg            | norwegischer Politiker, Mitglied des Storting und Staatsmann     | 60    |       |
| 29. August | Jacob Sigismund Beck                   | deutscher Philosoph                                              | 79    |       |
| 30. August | Hans Karl Friedrich Franz von Below    | preußischer Generalmajor                                         | 76    |       |
| 30. August | Jan Damel                              | polnischer Maler                                                 |       |       |
| 30. August | Ludwig Rhesa                           | protestantischer Pfarrer, Professor, Dichter und Historiker      | 64    |       |

## September
| Tag           | Name                                                   | Beruf, bekannt als                                                            | Alter | Beleg |
| ------------- | ------------------------------------------------------ | ----------------------------------------------------------------------------- | ----- | ----- |
| 1. September  | Friedrich Ludwig Wilhelm Meyer                         | deutscher Jurist, Gelehrter, Bibliothekar, Publizist und Bühnenschriftsteller | 81    |       |
| 1. September  | Marie Schellinck                                       | belgisch-französische Soldatin während der Französischen Revolution           | 83    |       |
| 1. September  | Julius Hermann Schultes                                | österreichischer Botaniker                                                    | 36    |       |
| 2. September  | Franz Julius Ferdinand Meyen                           | deutscher Mediziner, Botaniker und Universitätsprofessor                      | 36    |       |
| 5. September  | Martin Chittenden                                      | US-amerikanischer Politiker und Jurist                                        | 77    |       |
| 6. September  | Franz Ferdinand Fritz                                  | Bischof von Hildesheim                                                        | 68    |       |
| 6. September  | Johann Georg Leberecht Richter                         | deutscher lutherischer Geistlicher                                            | 77    |       |
| 8. September  | Konrad von Carnall                                     | preußischer Generalmajor                                                      | 80    |       |
| 8. September  | Johannes Henricus van der Palm                         | niederländischer Dichter, reformierter Theologe, Politiker und Orientalist    | 77    |       |
| 9. September  | Alberich Denzler                                       | Schweizer Geistlicher, Abt von Wettingen-Mehrerau                             | 80    |       |
| 10. September | Gertrude van den Bergh                                 | deutsch-niederländische Pianistin, Chorleiterin und Komponistin               | 46    |       |
| 10. September | Richard E. Parker                                      | US-amerikanischer Jurist und Politiker (Demokratische Partei)                 | 56    |       |
| 11. September | Carl Günther                                           | deutscher Schauspieler und Sänger                                             | ≈54   |       |
| 11. September | Johannes Gabriel Perboyre                              | französischer Ordenspriester, Märtyrer und Heiliger der katholischen Kirche   | 38    |       |
| 12. September | Johann Carl Megerle von Mühlfeld                       | österreichischer Malakologe und Entomologe                                    |       |       |
| 13. September | Vinzenz Hauschka                                       | böhmischer Komponist                                                          | 74    |       |
| 14. September | Karl August Alexander von Drigalski                    | preußischer Generalmajor                                                      | 61    |       |
| 15. September | Franz Xaver Pecháček                                   | österreichisch-deutscher Violinvirtuose und Komponist                         | 47    |       |
| 15. September | Maria Beatrix von Savoyen                              | durch Heirat Herzogin von Modena                                              | 47    |       |
| 16. September | Paul Rudolf von Bilguer                                | deutscher Schachmeister                                                       | 24    |       |
| 16. September | Franz Gedult von Jungenfeld                            | Politiker                                                                     | 62    |       |
| 16. September | Othmar Frank (1770–1840)                               | deutscher Indiologe und Hochschullehrer                                       | 70    |       |
| 18. September | Karl Friedrich Wilhelm von Baurmeister                 | preußischer Generalmajor                                                      | 53    |       |
| 18. September | Constantine S. Rafinesque-Schmaltz                     | US-amerikanischer Polyhistor                                                  | 56    |       |
| 20. September | José Gaspar Rodríguez de Francia                       | paraguayischer Politiker, Diktator (1814–1840)                                | 74    |       |
| 22. September | Augusta Sophia von Großbritannien, Irland und Hannover | Mitglied der Britischen Königsfamilie aus dem Haus Hannover                   | 71    |       |
| 22. September | Krikor Bedros VI. Jeranian                             | Patriarch von Kilikien der Armenisch-katholischen Kirche                      |       |       |
| 22. September | August Heinrich von Trott auf Solz                     | deutscher Verwaltungsbeamter                                                  | 57    |       |
| 25. September | François-Nicolas Fririon                               | französischer Divisionsgeneral                                                | 74    |       |
| 25. September | Jacques MacDonald                                      | französischer General und Marschall von Frankreich                            | 74    |       |
| 25. September | Robert Seppings                                        | britischer Schiffskonstrukteur                                                |       |       |
| 26. September | James Henry Lawrence                                   | britischer Autor                                                              |       |       |
| 27. September | Maximilian Josef Leidesdorf                            | österreichischer Komponist und Musikverleger                                  | 53    |       |
| 28. September | Friedrich August Göring                                | deutscher Pädagoge und Direktor des Katharineums zu Lübeck                    | 69    |       |
| 28. September | Claude-Emmanuel de Pastoret                            | französischer Politiker und Schriftsteller                                    | 84    |       |
| 29. September | Achaz Holscher                                         | deutscher lutherischer Theologe                                               | 84    |       |
| 29. September | Georg Friedrich Mantey von Dittmer                     | deutscher Kapellmeister und Komponist                                         | 40    |       |
| 29. September | Friedrich Adolph August Struve                         | deutscher Arzt und Apotheker                                                  | 59    |       |

## Oktober
| Tag         | Name                                | Beruf, bekannt als                                                                                            | Alter | Beleg |
| ----------- | ----------------------------------- | --- | ----- | ----- |
| 1. Oktober  | Friedrich Glück                     | deutscher Komponist                                                                                           | 47    |       |
| 4. Oktober  | Anna Maria Preiswerk-Iselin         | Tochter des Philosophen Isaak Iselin                                                                          | 82    |       |
| 6. Oktober  | Johann Gottlieb Bujack              | deutscher Gymnasialprofessor und Naturwissenschaftler                                                         | 53    |       |
| 7. Oktober  | Peter Joseph Krahe                  | deutscher Architekt                                                                                           | 82    |       |
| 8. Oktober  | Benjamin Bennet                     | US-amerikanischer Politiker                                                                                   | 75    |       |
| 8. Oktober  | Joseph Liebherr                     | deutscher Uhrmacher, Professor für Feinmechanik                                                               | 72    |       |
| 8. Oktober  | John Pratt, 1. Marquess Camden      | britischer Politiker                                                                                          | 81    |       |
| 9. Oktober  | Pietro Ramazzini                    | italienischer Geistlicher                                                                                     | 80    |       |
| 9. Oktober  | Johann Nepomuk Rust                 | preußischer Generalchirurg und Ordinarius an der Charité                                                      | 65    |       |
| 10. Oktober | Johann Christoph Stelzhammer        | österreichischer katholischer Geistlicher und Physiker                                                        | 90    |       |
| 12. Oktober | Adrian Nicolaus von Barbier         | österreichischer Hofbeamter                                                                                   | 82    |       |
| 13. Oktober | Johanna Constanzia Weinzierl        | deutsche Opernsängerin (Sopran)                                                                               | 33    |       |
| 14. Oktober | August Ludolf Friedrich Schaumann   | hannoversch-britischer General und Autobiograf                                                                | 62    |       |
| 17. Oktober | William Sterrett Ramsey             | US-amerikanischer Politiker                                                                                   | 30    |       |
| 18. Oktober | Pierre Gardel                       | französischer Tänzer und Choreograf                                                                           | 82    |       |
| 21. Oktober | Heinrich Dietrich von Grolman       | Jurist, preußischer Wirklicher Geheimer Rat, Präsident des Geheimen Obertribunals und Mitglied des Staatsrats | 99    |       |
| 22. Oktober | Johann Nepomuk von Nostitz-Rieneck  | kaiserlich-österreichischer Feldmarschall-Leutnant während der Koalitionskriege                               | 72    |       |
| 22. Oktober | Henry Vassall-Fox, 3. Baron Holland | britischer Staatsmann                                                                                         | 66    |       |
| 24. Oktober | Karl August von Malchus             | deutscher Staatsmann und staatswissenschaftlicher Schriftsteller                                              | 70    |       |
| 24. Oktober | John S. Spence                      | US-amerikanischer Politiker                                                                                   | 52    |       |
| 26. Oktober | Otto von Gloeden                    | deutscher Architekt und preußischer Baubeamter                                                                | 52    |       |
| 26. Oktober | William Hazledine                   | Industrieller, Pionier der englischen Eisenverhüttung und Gießtechnik                                         |       |       |
| 26. Oktober | Nicholas Aylward Vigors             | irischer Zoologe, Ornithologe und Politiker, Mitglied des House of Commons                                    | 54    |       |
| 27. Oktober | Machbuba                            | äthiopische Sklavin                                                                                           |       |       |
| 27. Oktober | Johann Baptist Lechleitner          | österreichischer katholischer Geistlicher, Theologe, Philosoph und Zisterzienser                              | 76    |       |
| 28. Oktober | Friedrich von Schoeler              | preußischer Offizier, zuletzt General der Infanterie                                                          | 68    |       |
| 28. Oktober | John Thomson                        | schottischer Landschaftsmaler                                                                                 | 62    |       |
| 29. Oktober | Johann Caspar Rahn                  | Schweizer Kunstmaler und Zeichenlehrer                                                                        | 71    |       |
| 30. Oktober | Johann Stieglitz                    | deutscher Arzt                                                                                                | 73    |       |

## November
| Tag           | Name                                         | Beruf, bekannt als                                                                                 | Alter | Beleg |
| ------------- | -------------------------------------------- | -------------------------------------------------------------------------------------------------- | ----- | ----- |
| 2. November   | Anthony Carlisle                             | englischer Chirurg                                                                                 | 72    |       |
| 2. November   | Friedrich Felix Furkel                       | deutscher Verwaltungsjurist und erster Landrat des Kreises Wetzlar                                 | 69    |       |
| 3. November   | Charles de Moreau                            | französisch-österreichischer klassizistischer Architekt und Maler                                  | 81    |       |
| 3. November   | August Jancke                                | deutscher Maler                                                                                    | 30    |       |
| 7. November   | Friedrich Ludwig Alexander Gensichen         | deutscher Theaterschauspieler, Komiker und Sänger                                                  | 34    |       |
| 9. November   | Karl Heinrich von Gros                       | deutscher Jurist und Hochschullehrer                                                               | 74    |       |
| 10. November  | Johann Karl Friedrich Christoph von Burghoff | preußischer Generalmajor                                                                           | 71    |       |
| 10. November  | Ferdinand Eßlair                             | österreichisch-deutscher Schauspieler und Theaterregisseur slawonischer oder schlesischer Herkunft | 68    |       |
| 11. November  | Adam Johann Gottlob von Wrochem              | preußischer Leutnant und Landrat                                                                   | 75    |       |
| 12. November  | Gabriel Lory der Ältere                      | Schweizer Landschaftsmaler, Radierer, Aquarellist und Zeichner                                     | 77    |       |
| 12. November  | Moritz Philipp Schenck zu Schweinsberg       | deutscher Gutsbesitzer                                                                             | 57    |       |
| 16. November  | Sophie Albrecht                              | deutsche Schauspielerin und Schriftstellerin                                                       | 82    |       |
| 18. November  | Giovanni Francesco Falzacappa                | italienischer Kardinal                                                                             | 73    |       |
| 19. November  | Johann Michael Vogl                          | österreichischer Sänger und Freund Franz Schuberts                                                 | 72    |       |
| 22. September | Anne Lister                                  | englische Landbesitzerin und Tagebuchschreiberin                                                   | 49    |       |
| 22. November  | Johann Thaurer von Gallenstein               | österreichischer Dichter des Kärntner Heimatliedes                                                 | 61    |       |
| 23. November  | Louis-Gabriel-Ambroise de Bonald             | französischer Staatsmann und Philosoph                                                             | 86    |       |
| 23. November  | Eduard Hufeland                              | preußischer Landrat und Arzt                                                                       | 49    |       |
| 24. November  | Cornelis Rudolphus Theodorus Krayenhoff      | niederländischer Arzt, General, Kartograf und Minister                                             | 82    |       |
| 25. November  | Johann Friedrich Agthe                       | Stadtmusiker in Weimar                                                                             | 52    |       |
| 26. November  | Karl von Rotteck                             | deutscher Historiker und Politiker                                                                 | 65    |       |
| 28. November  | George Strother                              | US-amerikanischer Politiker                                                                        |       |       |
| 30. November  | Gottlieb Christian Eberhard von Etzel        | Stadtplaner und Oberbaurat                                                                         | 55    |       |
| 30. November  | Adam von Faßmann                             | deutscher Apotheker und Politiker                                                                  | 55    |       |
| 30. November  | Otto von Goldacker                           | sächsischer Oberstleutnant und Ehrenbürger von Leipzig                                             | 48    |       |
| 30. November  | Joseph Johann von Littrow                    | österreichischer Astronom                                                                          | 59    |       |
| 30. November  | Carl Friedrich Pogge                         | deutscher Kaufmann und Münzsammler                                                                 | 87    |       |
| 30. November  | Johann Nepomuk Sauter                        | Mediziner und Chirurg                                                                              | 74    |       |

## Dezember
| Tag          | Name                                   | Beruf, bekannt als                                                                        | Alter | Beleg |
| ------------ | -------------------------------------- | ----------------------------------------------------------------------------------------- | ----- | ----- |
| 2. Dezember  | Robert Allison                         | US-amerikanischer Politiker                                                               | 63    |       |
| 2. Dezember  | Christopher Ellery                     | US-amerikanischer Politiker                                                               | 72    |       |
| 3. Dezember  | Francesco Meschini                     | Schweizer Architekt, Ingenieur und Politiker                                              | 78    |       |
| 5. Dezember  | Joseph Chinn                           | US-amerikanischer Politiker                                                               | 42    |       |
| 5. Dezember  | Jeffrey Hazard                         | US-amerikanischer Jurist und Politiker                                                    |       |       |
| 5. Dezember  | Wilhelm Casimir von Hellermann         | Landrat des Kreises Fürstenthum                                                           | 74    |       |
| 5. Dezember  | Franz Erwein von Schönborn-Wiesentheid | deutscher Kunstsammler, Erbauer des Schlosses Gaibach                                     | 64    |       |
| 6. Dezember  | John Hallock junior                    | US-amerikanischer Jurist und Politiker                                                    | 57    |       |
| 8. Dezember  | Robert Page                            | US-amerikanischer Politiker                                                               | 75    |       |
| 8. Dezember  | John Palmer                            | US-amerikanischer Jurist und Politiker                                                    | 55    |       |
| 8. Dezember  | Louis Vasserot                         | französischer Divisionsgeneral der Artillerie                                             | 69    |       |
| 9. Dezember  | August Pockels                         | deutscher Arzt                                                                            | 49    |       |
| 9. Dezember  | Johann Baptist Anton Schmitt           | deutscher Forstwissenschaftler                                                            | 65    |       |
| 11. Dezember | Franz Andreas Bauer                    | österreichisch-englischer biologischer Illustrator                                        | 82    |       |
| 11. Dezember | Kōkaku                                 | 119. Tennō von Japan                                                                      | 69    |       |
| 12. Dezember | Jean-Étienne Esquirol                  | französischer Psychiater                                                                  | 68    |       |
| 12. Dezember | Ernst Philipp von Kiesenwetter         | sächsischer Majoratsherr und Mitglied der Zweiten Kammer der Sächsischen Ständevertretung | 48    |       |
| 12. Dezember | Petronella van Woensel                 | niederländische Malerin                                                                   | 55    |       |
| 13. Dezember | José Güemes                            | argentinischer Soldat und Politiker                                                       | 37    |       |
| 13. Dezember | Louis-Charles Mahé de La Bourdonnais   | französischer Schachmeister                                                               |       |       |
| 14. Dezember | Roscoe Greene                          | US-amerikanischer Erzieher, Publizist und Politiker                                       | 44    |       |
| 15. Dezember | Ignazio Alessandro Cozio di Salabue    | italienischer Violinenhändler, -sammler und -fachmann                                     | 85    |       |
| 15. Dezember | Lorenz Chrysanth von Vest              | österreichischer Dichter, Arzt, Chemiker und Botaniker                                    | 64    |       |
| 16. Dezember | Johann Friedrich Abegg                 | deutscher evangelischer Theologe                                                          | 75    |       |
| 17. Dezember | Friedrich August von Staegemann        | deutscher Politiker                                                                       | 77    |       |
| 18. Dezember | Karl Michael Eggena                    | kurhessischer Landtagskommissar                                                           | 51    |       |
| 19. Dezember | Felix Grundy                           | US-amerikanischer Jurist und Politiker                                                    | 63    |       |
| 20. Dezember | Franz Xaver Heller                     | deutscher Botaniker                                                                       | 64    |       |
| 21. Dezember | Johannes Herzog                        | Schweizer Politiker und Unternehmer                                                       | 67    |       |
| 21. Dezember | Rudolf Wiedemann                       | deutscher Geburtshelfer, Entomologe und Hochschullehrer; Rektor der Universität Kiel      | 70    |       |
| 23. Dezember | Friedrich Wilhelm Krause               | deutscher Kaufmann und Reeder                                                             | 75    |       |
| 23. Dezember | Lukas Vischer                          | Schweizer Geschäftsmann und Amateur-Künstler                                              | 60    |       |
| 24. Dezember | Jakob von Hirsch                       | deutsch-jüdischer Bankier und Kaufmann                                                    | 75    |       |
| 24. Dezember | Friedrich Wilken                       | deutscher Bibliothekar, Historiker und Orientalist                                        | 63    |       |
| 26. Dezember | Kunitomo Ikkansai                      | japanischer Büchsenmacher und Erfinder                                                    | 62    |       |
| 31. Dezember | Prentiss Mellen                        | US-amerikanischer Politiker                                                               | 76    |       |

## Datum unbekannt
| Tag | Name                         | Beruf, bekannt als                                                                                  | Alter | Beleg |
| --- | ---------------------------- | --------------------------------------------------------------------------------------------------- | ----- | ----- |
|     | Henry Abbot                  | englischer Architekturzeichner                                                                      |       |       |
|     | Hans Heinrich Wilhelm Arendt | deutscher Autor und Verleger von Schul- und Jugendbüchern                                           |       |       |
|     | Friedrich Cranz              | deutscher Verwaltungsbeamter                                                                        |       |       |
|     | Samuel Dickens               | US-amerikanischer Politiker                                                                         |       |       |
|     | Dingane                      | König der Zulu                                                                                      |       |       |
|     | Joachim Wilhelm Geycke       | Hamburger Orgel- und Instrumentenbauer                                                              |       |       |
|     | Theodor van Gülpen           | Pastor Primarius, Kanzleipräsident                                                                  |       |       |
|     | Huy                          | Prinzgouverneur des Reiches von Champasak                                                           |       |       |
|     | Louis-François Jauffret      | französischer Anthropologe, Pädagoge, Historiker und Dichter                                        |       |       |
|     | Gottlieb Wilhelm Ludloff     | russischer Bergbaubeamter                                                                           |       |       |
|     | Johann Gottfried Moritz      | deutscher Instrumentenbauer                                                                         |       |       |
|     | Dominique Mozin              | französischer Priester, Lexikograf und Romanist                                                     |       |       |
|     | Ndlela kaSompisi             | Heerführer der Zulu                                                                                 |       |       |
|     | Joseph Pauer                 | österreichischer Industrieller                                                                      |       |       |
|     | Heinrich von Roos            | deutscher Mediziner                                                                                 | 60    |       |
|     | Karl Schleich                | deutscher Kupferstecher                                                                             |       |       |
|     | Martin Span                  | österreichischer Pädagoge und Autor                                                                 |       |       |
|     | Wada Yasushi                 | japanischer Mathematiker                                                                            |       |       |
|     | Theodor Weidner              | deutscher Theaterschauspieler                                                                       |       |       |
|     | Carl Friedrich Wendelstadt   | deutscher Historien- und Porträtmaler, Radierer, Lithograph, Glasmaler, Inspektor und Zeichenlehrer |       |       |
|     | Thomas Hill Williams         | US-amerikanischer Politiker                                                                         |       |       |